# Kościół Niepokalanego Serca Maryi w Warlubiu
Kościół Niepokalanego Serca Maryi – rzymskokatolicki kościół parafialny należący do parafii pod tym samym wezwaniem (dekanat nowski diecezji pelplińskiej).
Budowa świątyni została rozpoczęta w kwietniu 1924 roku, natomiast poświęcona została w dniu 26 października 1924 roku przez Księdza Oficjała Juliusza Bartkowskiego z Pelplina. Kościół został wzniesiony w stylu neogotyckim. Ostatecznie sprawy własności oraz budowy i wyposażenia świątyni uregulowane przez księdza proboszcza Jana Langego. 26 października 1999 roku, w 75. rocznicę poświęcenia kościoła, ówczesny biskup pelpliński Jan Bernard Szlaga konsekrował świątynię. 
Budowniczym kościoła był ksiądz Franciszek Bączkowski. Do wyposażenia budowli należą m.in. ołtarz główny i dwa ołtarze boczne powstałe w okresie baroku.